# Mirak Nakkasz

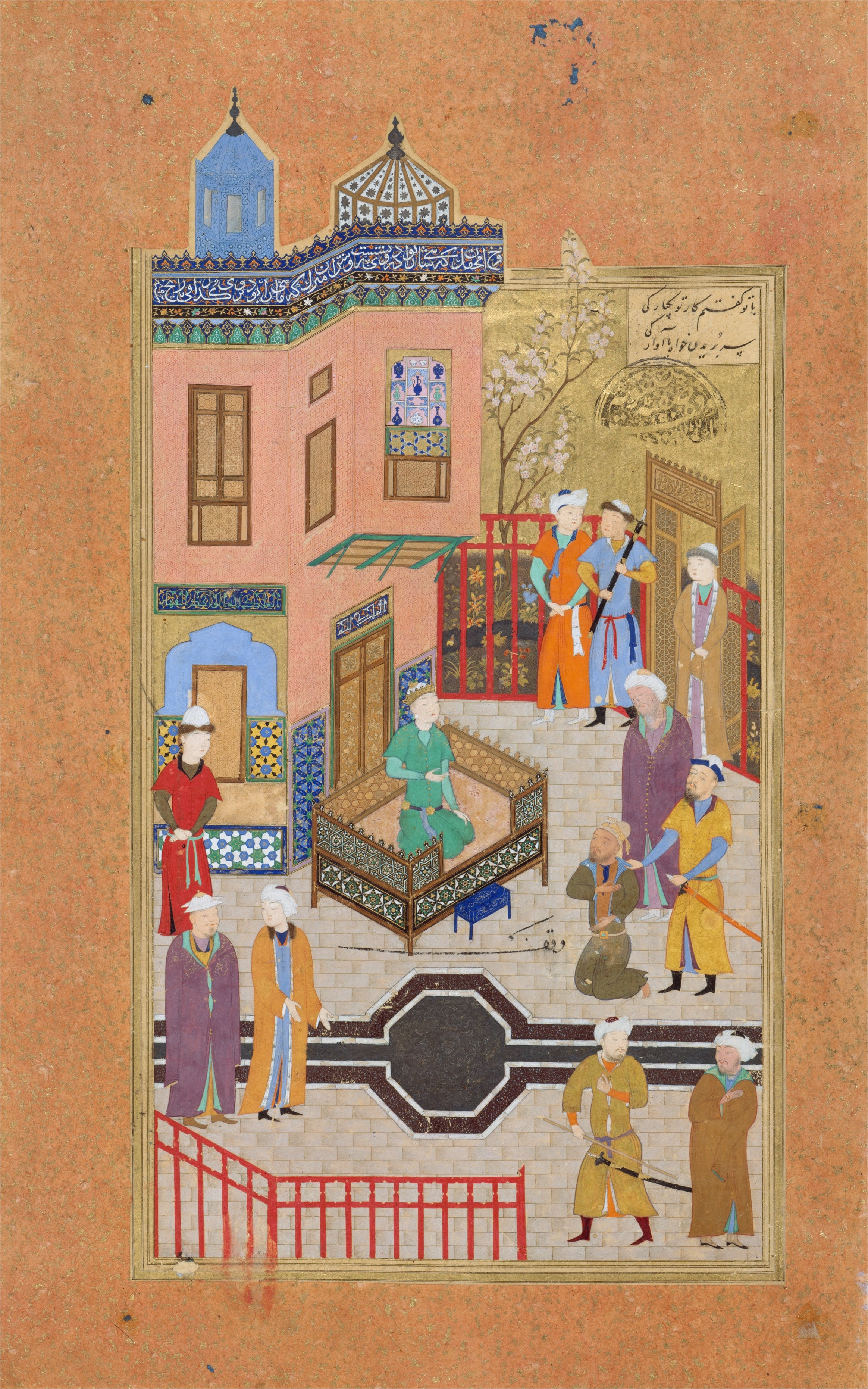
Żebrak wyznaje swoją miłość do księcia, miniatura z rękopisu Mantigh ot-tajr Attara przypisywana Mirakowi. Herat, 1487. Metropolitan Museum of Art

Mirak Nakkasz (dosłownie: Mirak malarz), floruit Herat, ok. 1468 do 1507 – irański kaligraf, iluminator i miniaturzysta, związany z dworem Husajna Bajkary (1469–1506).
Hajdar Dughlat i Dust Mohammad wzmiankują go jako nauczyciela Behzada, którego według Kadi Ahmeda wziął na wychowanie. Związany z dworem Husajna Bajkary w Heracie, osiągnął stanowisko szefa sułtańskiej kitab-chane. Towarzyszył władcy w jego podróżach i na dworze, pracując zarówno w zamkniętych pomieszczeniach, jak i plenerach. Według Hajdara Dughlata oddawał się również zapasom i innym sportom walki.
Imię Miraka zostało dodane późniejszą ręką na czterech miniaturach rękopisu Chamse Nezamiego z 1494/95 (BL, Or. 6810). Prawdopodobnie był odpowiedzialny również za cztery miniatury rękopisu Mantigh ot-tajr Attara z 1487 (MMA, 63.210) (zobacz ilustracja). Czasami przypisuje mu się frontyspis rękopisu Bustanu Sadiego z 1488 (Biblioteka Narodowa Egiptu, Adab Farsi 908). Jego kompozycje uchodzą za bardziej wyrafinowane niż te tworzone przez Behzada, ale w porównaniu do postaci malowanych przez jego ucznia postaci Miraka są bardziej statyczne i archaiczne. Według Chondemira Mirak zaprojektował większość inskrypcji na budynkach Heratu i zmarł w trakcie okupacji miasta przez wojska Muhammada Szibaniego.